# غابرييل بيريس
غابرييل أبيلت بيريس (بالبرتغالية: Gabriel Appelt Pires) (مواليد 18 سبتمبر 1993) هو لاعب كرة قدم برازيلي ، يلعب في مركزي خط الوسط الهجومي والمحوري، ويلعب حاليًا لصالح بنفيكا البرتغالي.

## روابط خارجية
- جابرييل أبيلت بيريس على موقع الاتحاد الأوربي (الإنجليزية)
- جابرييل أبيلت بيريس على موقع قاعدة بيانات كرة القدم.إي يو (الإنجليزية)
- جابرييل أبيلت بيريس على موقع Soccerbase.com (لاعب) (الإنجليزية)
- جابرييل أبيلت بيريس على موقع Soccerway.com (الإنجليزية)
- جابرييل أبيلت بيريس على موقع عالم كرة القدم.نت (الإنجليزية)
- جابرييل أبيلت بيريس على موقع AS.com (الإسبانية)